# To nie koniec świata
To nie koniec świata! – polski serial obyczajowy, emitowany od 8 września 2013 do 29 maja 2014 na antenie stacji Polsat.
Okres zdjęciowy pierwszej serii rozpoczął się 23 lipca 2013, a drugiej 14 stycznia 2014. Zdjęcia kręcone były w Warszawie, Białej Podlaskiej oraz w Uroczysku Zaborek niedaleko Janowa Podlaskiego.
22 maja 2014 telewizja Polsat poinformowała, że serial zakończy się na drugiej serii. Powodem tej decyzji są niezadowalające wyniki oglądalności serialu.

## Fabuła
Historia Pawła (Krystian Wieczorek) – warszawskiego amanta i menedżera piłkarskiego, który traci pracę. Postanawia przeprowadzić się do Białej Podlaskiej, bo tam ma odziedziczony po dziadku dom. Chce go sprzedać, ale okazuje się, że połowę budynku zajmuje Anka (Karolina Gorczyca), dziewczyna kochająca naturę i pracę z dziećmi, która w dniu swojego ślubu uciekła sprzed ołtarza. Relacje Anki i Pawła na początku nie są dobre, bo oboje są z zupełnie innych światów, ale potem zmieniają się w gorące uczucie.

## Obsada
- Krystian Wieczorek – jako Paweł Anuszkiewicz
- Karolina Gorczyca – jako Anka Szostakowska
- Magdalena Lamparska – jako Ulka, przyjaciółka Anki
- Eryk Lubos – jako Darek Rudzki, właściciel warsztatu samochodowego, chłopak Ulki
- Artur Dziurman – jako Kazimierz Szostakowski, ojciec Anki
- Przemysław Bluszcz – jako szef Pawła
- Dorota Pomykała – jako Halina, matka Ulki
- Marek Frąckowiak – jako Stanisław, ojciec Ulki
- Paweł Królikowski – jako Burmistrz Władysław Pietrzyk
- Ewa Bułhak – jako policjantka Nora Pietrzyk, żona burmistrza
- Marek Siudym – jako Maciej, pracownik klubu
- Klaudia Halejcio – jako Monika
- Ada Fijał – jako Kamila
- Kamil Kula – jako Artur
- Natalia Siwiec – jako rozkapryszona gwiazda[2]
- Piotr Jankowski – jako Janusz Łyczkowski, były narzeczony Anki
- Katarzyna Galica – jako Justyna Łyczkowska, siostra Janusza
- Jędrzej Taranek – jako pracownik warsztatu Darka
- Alan Andersz – jako Damian

## Spis serii
| Seria | Sezon       | Odcinki    | Rozpoczęcie     | Zakończenie    | Emisja           | Średnia oglądalność |
| ----- | ----------- | ---------- | --------------- | -------------- | ---------------- | ------------------- |
| 1.    | jesień 2013 | 1–13 (13)  | 8 września 2013 | 1 grudnia 2013 | niedziela, 22.00 | 1 717 228           |
| 2.    | wiosna 2014 | 14–26 (13) | 6 marca 2014    | 29 maja 2014   | czwartek, 22.00  | 1 611 000           |